# Montecito
Montecito är en bebyggelse (census-designated place) i Santa Barbara County i sydvästra Kalifornien i USA, belägen omedelbart öster om Santa Barbara på icke-inkorporerat område. Montecito har cirka 9 000 invånare.
Montecito är även namnet på det kasino där tv-serien Las Vegas utspelar sig.